# Retógenes el Caraunio
Retógenes, conocido como El Caraunio (m. 133 a. C.), fue un noble arévaco de Numancia. Participó en la Guerra Numantina.

## Nombre
Pese a su sonoridad más helénica que hispana, se cree que Retógenes provendría del celta rectu-genos, traducido como "de alta cuna", con lo que una transcripción nominal más exacta podría ser "Rectúgeno" o "Rectugenos". Este nombre era popular entre los celtíberos de la época. Además de la evidencia arqueológica, aparece en las fuentes otro Retógeno anterior que colaboraba con los romanos y estaba dispuesto a sacrificar a sus propios hijos por su rebeldía contra Roma, una caracterización difícil de reconociliar con la de Caraunio en caso de que fueran la misma persona. Por su parte, Caraunio podría provenir del término ibero gara, "tierras altas", refiriéndose quizá a su tierra natal.

## Biografía
Caraunio era ciudadano de Numancia cuando Escipión Emiliano comenzó el asedio final a la ciudad. Se le conoce en las fuentes como el más valiente de los numantinos, y esta cualidad sería demostrada en su corta pero destacable participación en la guerra, en la que trazó un plan para romper el asedio y reclamar la ayuda de otros pueblos. Hallándose la ciudad rodeada por una empalizada construida por Escipión, Caraunio reunió un grupo con cinco guerreros y sus respectivos sirvientes, y todos juntos asaltaron la valla una noche, aprovechando la oscuridad para asesinar sigilosamente a los centinelas sin levantar la alarma. Los sirvientes fueron a por caballos, cuerdas y una escala plegable, y por medio de ello la comitiva saltó la empalizada y descolgó a los equinos, sobre los que huyeron todos al galope antes de que los romanos se percataran del incidente.
El guerrero y su séquito recorrieron las ciudades cercanas de los arévacos para suplicar su ayuda contra Emiliano, entre ellas Termancia y Uxama, pero fueron rechazados en su mayoría debido al temor que el romano y su ejército ejercían en toda Celtiberia. Tuvieron éxito por fin en una ciudad, Lutia, cuyos jóvenes se mostraron entusiastas por batallar e instaron a los demás ciudadanos a acudir en ayuda de Numancia. Sin embargo, los ancianos de la ciudad temieron represalias y delataron la rebelión a los romanos por medio de mensajeros. Escipión marchó contra Lutia y exigió la entrega de los sediciosos, pero estos, quizá sobre aviso, habían huido. Los ancianos entregaron entonces a 400 jóvenes por miedo, y Escipión ordenó que les amputasen la mano derecha como castigo y para impedirles levantar su espada contra Roma. Tras ello volvió al cerco de Numancia.
Un Retógenes presumible como la misma persona, habiendo posiblemente conseguido volver a Numancia por los mismos medios por los que salió, es mencionado en las fuentes tras muchos meses de asedio, cuando la ciudad estaba rendida por el hambre y las privaciones. Viendo que el final era inevitable, y prefiriendo quitarse la vida antes que rendirse, ordenó amontonar materiales inflamables en su barrio y prender grandes hogueras, y luego mandó a sus hombres que se matasen entre ellos y se arrojasen a las llamas. Los guerreros le obedecieron y murieron, unos decapitados por el rito celtíbero y otros inmolados por sí mismos, y Retógenes se mató el último.

## En la cultura popular
Caraunio es representado en el tutorial del videojuego Imperivm II: La conquista de Hispania, donde sirve brevemente de mentor para una versión fantástica de Viriato.
En 2007, Enrique Jiménez Beneite publicó Caraunio, una adaptación al cómic de la historia del personaje homónimo.
En 2020, la banda de folk metal Salduie incorpora una canción, llamada Caraunios, perteneciente a su álbum Ambaxtos.
En 2022, el escritor Pablo Marcos Rodríguez publicó un relato largo titulado ¨ El último héroe de la Celtiberia: La mítica odisea de El Caraunio ¨ que pretende ser un relato ligero de cómo pudo surgir Caraúnio.
En 2024, El escritor Daniel Rodríguez Villarreal publicó ¨ Retógenes el Caraunio¨ , que narra la historia de Retógenes desde dos días antes del sitio de Numancia hasta su muerte en el verano de 133.